# La Presita, Guanajuato kommun
La Presita är en ort i Mexiko.   Den ligger i kommunen Guanajuato och delstaten Guanajuato, i den centrala delen av landet, 280 km nordväst om huvudstaden Mexico City. La Presita ligger 1 868 meter över havet och antalet invånare är 597.
Terrängen runt La Presita är platt åt sydväst, men åt nordost är den kuperad. Runt La Presita är det tätbefolkat, med 356 invånare per kvadratkilometer. Närmaste större samhälle är Guanajuato, 10,0 km norr om La Presita. Trakten runt La Presita består till största delen av jordbruksmark.